# Georges Khawam
Georges Salim Khawam SMSP (* 7. April 1959 in Aleppo, Syrien) ist ein syrischer Ordensgeistlicher und melkitisch griechisch-katholischer Erzbischof von Latakia.

## Leben
Georges Khawam trat in das Knabenseminar der Ordensgemeinschaft der melkitischen Paulisten in Harissa bei, legte 1979 die erste Profess ab und durchlief die ordensinterne Ausbildung bis zur ewigen Profess. Am 5. August 1984 empfing er durch den Erzbischof von Aleppo, Néophytos Edelby BA, das Sakrament der Priesterweihe.
Weitere Studien absolvierte er am Päpstlichen Bibelinstitut in Rom. Er erwarb das Lizenziat in Theologie sowie einen Abschluss in französischer Literatur. Innerhalb seiner Ordensgemeinschaft war er unter anderem als Dozent, Studiendirektor und Subregens des Priesterseminars tätig. Ab 1995 leitete er das St. Paul Institut für Theologie und Philosophie in Harissa. Von 2013 bis 2019 war er Generalsuperior der melkitischen Paulisten. Nach Ablauf seiner Amtszeit wurde er zum Oberen des Konvents der heiligen Konstantin und Helena in Harissa ernannt. Er gehörte der Redaktion der Zeitschrift Al-Macarrath an.
Papst Franziskus bestätigte am 17. August 2021 die durch die Synode der melkitisch griechisch-katholischen Kirche am 23. Juni desselben Jahres erfolgte Wahl Khawams zum Erzbischof von Latakia. Der melkitische Patriarch von Antiochien, Joseph Absi SMSP, spendete ihm am 16. Oktober desselben Jahres in der Basikia St. Paul in Harissa die Bischofsweihe. Mitkonsekratoren waren der Erzbischof von Banyas, Georges Nicolas Haddad SMSP, und der emeritierte Erzbischof von Beirut und Jbeil, Cyrille Salim Bustros SMSP. Die Amtseinführung in Latakia fand am 19. November 2021 statt.
Neben arabisch spricht Georges Khawam auch englisch, französisch, italienisch, deutsch und spanisch.